# Carex polymascula
Carex polymascula är en halvgräsart som beskrevs av Pei Chun Qiong Li. Carex polymascula ingår i släktet starrar, och familjen halvgräs. Inga underarter finns listade i Catalogue of Life.